# غونزالو سانشيز
غونزالو سانشيز هو لاعب كرة قاعدة كوبي، (و. 1883  م).